# Uroš Vitas
Uroš Vitas, né le 6 juillet 1992 à Niš, est un footballeur serbe. Il évolue actuellement comme défenseur central et évolue au Vojvodina Novi Sad.

## Biographie

### En club
Le 7 février 2020, il s'engage pour deux ans au Partizan Belgrade.

### En équipe nationale
Uroš Vitas participe au championnat d'Europe des moins de 19 ans 2011, atteignant le stade des demi-finales.

## Statistiques
| Saison                | Club                  | Championnat           | Championnat | Championnat | Coupe(s) nationale(s) | Coupe(s) nationale(s) | Compétition(s) continentale(s) | Compétition(s) continentale(s) | Compétition(s) continentale(s) | Total | Total |
| Saison                | Club                  | Division              | M.          | B.          | M.                    | B.                    | Comp.                          | M.                             | B.                             | M.    | B.    |
| 2010-2011             | FK Rad Belgrade       | Jelen SuperLiga       | 1           | 0           | 0                     | 0                     | -                              | -                              | -                              | 1     | 0     |
| 2011-2012             | FK Rad Belgrade       | Jelen SuperLiga       | 10          | 0           | 0                     | 0                     | -                              | -                              | -                              | 10    | 0     |
| 2012-2013             | FK Rad Belgrade       | Jelen SuperLiga       | 28          | 0           | 1                     | 0                     | -                              | -                              | -                              | 29    | 0     |
| 2013-2014             | FK Rad Belgrade       | Jelen SuperLiga       | 10          | 1           | 1                     | 0                     | -                              | -                              | -                              | 11    | 1     |
| Sous-total            | Sous-total            | Sous-total            | 49          | 1           | 2                     | 0                     | -                              | -                              | -                              | 51    | 1     |
| 2013-2014             | La Gantoise           | Jupiler Pro League    | 2           | 0           | 0                     | 0                     | -                              | -                              | -                              | 2     | 0     |
| 2014-2015             | La Gantoise           | Jupiler Pro League    | 2           | 0           | 0                     | 0                     | -                              | -                              | -                              | 2     | 0     |
| Sous-total            | Sous-total            | Sous-total            | 4           | 0           | 0                     | 0                     | -                              | -                              | -                              | 4     | 0     |
| Total sur la carrière | Total sur la carrière | Total sur la carrière | 53          | 1           | 2                     | 0                     | -                              | -                              | -                              | 55    | 1     |

## Palmarès
- La Gantoise
  - Vainqueur du Championnat de Belgique en 2015